# Space Quest
Space Quest (рус. Космическое приключение) — серия из шести приключенческих игр, созданных студией Sierra On-Line, про приключения молодого космического уборщика по имени Роджер Вилко, с которым всё время происходят невероятные истории, дающие ему шанс спасти галактику.
Созданием новой серии игр для Sierra On-Line мировая игроиндустрия обязана двум людям: Марку Кроу и Скотту Мерфи, называющими себя не иначе как «двумя парнями с Андромеды». Основой популярности Space Quest стали пародии на различные научно- (и не очень) фантастические фильмы, книги и существующие культурные явления: от McDonald’s до Microsoft. Отличительной чертой всей серии является туалетный юмор (ведь наш герой уборщик) и абсолютно дурацкие сюжетные линии. Главный герой Роджер Вилко — постоянный неудачник, что, впрочем, не мешает ему между делом спасать галактику (зачастую просто случайно), но не позволяет иногда избежать наказания за это благородное деяние.

## Создание серии
Однажды Скотту Мерфи и Марку Кроу, которые раньше уже работали вместе над одной из игр Sierra The Black Cauldron, пришла в голову идея создания смешной научно-фантастической игры, где в образе главного героя должен был выступать уборщик (на выбор образа, возможно, повлиял протагонист из текстового квеста компании Infocom Planetfall).
Позже Скотт прокомментировал это так: «Образ игр от Sierra — это всегда что-то средневековое и до жути серьёзное. Я хотел сделать игру более весёлой, а идея „весёлой смерти“ нам казалась очень интересной. Я подумал, что, если игрок погибнет или потерпит неудачу, то это хотя бы вызовет смех. Так мы и пришли к идее сделать смерть забавной, ибо в большинстве квестов гибель главного героя только расстраивала игрока. Но мы чувствовали, что если сделать весёлый проигрыш, то игроку понравится возвращаться назад, искать новые пути, как бы ещё получше убить героя, и смотреть, как это происходит».
Марк Кроу заметил: «Мы хотели сделать для игрока две вещи. Первая — это дать возможность почувствовать игроку, будто он находится в кинофильме, где может возвращаться назад и наслаждаться отдельными сценами. Также мы хотели дать понять игроку, что это именно он на экране в образе главного героя».
Хотя Кен Уильямс и испытывал некий скепсис по поводу этой идеи, он всё-таки дал ей ход. Скотт и Марк быстро создали короткую демоверсию, которая включала первые четыре комнаты Space Quest I, после чего Кен дал проекту зелёный свет.

## Игры

### Space Quest I: The Sarien Encounter
Роджер Вилко — уборщик научного корабля «Аркада» с планеты Ксенон, экипаж которого только что закончил постройку Звёздного генератора, способного восстановить умирающую звезду Ксенона. Во время возвращения «Аркады» домой на него напали злобные сариены, которые хотят использовать Звёздный генератор для уничтожения Ксенона. Роджер просыпается во время абордажа корабля и видит, что все остальные члены экипажа мертвы. Теперь ему нужно сбежать с захваченного сариенами корабля и найти способ спасти Ксенон от уничтожения.

### Space Quest II: Vohaul’s Revenge
За спасение Ксенона Роджера переводят на Орбитальную станцию 4 и повышают до должности главного (и единственного) уборщика. Работа идёт спокойно, пока его не похищает злодей — безумный учёный Сладж Вохаул, который организовал нападение сариенов на «Аркаду» в первой игре. Во время перевоза Роджера в тюремные шахты Лабиона корабль терпит крушение, а Роджер чудом спасается, но только чтобы оказаться в опасных джунглях Лабиона. Ему нужно вернуться на астероидную базу Вохаула и спасти галактику от армии клонированных страховых агентов.

### Space Quest III: The Pirates of Pestulon
Сбежав с взрывающегося астероида Вохаула, Роджеру пришлось лечь из-за аварии челнока в анабиозную капсулу, пока его кто-нибудь не подберёт. Его подбирает автоматический мусорный фрахтовщик. Там он ремонтирует корабль «Алюминиевая утка». После этого Роджеру предстоит остановить компанию по разработке видеоигр под названием ScumSoft (scum — англ. «пена», «накипь») под предводительством Пиратов Пестулона.

### Space Quest IV: Roger Wilco and the Time Rippers
Не успев отдохнуть от предыдущих приключений, Роджер должен попутешествовать через игры Space Quest прошлого и будущего. Возрождённый Сладж Вохаул преследует его по пятам, чтобы раз и навсегда отомстить ему за крушение своих планов. Кроме Space Quest XII, из которой его пытается найти Вохаул, Роджер посетит Space Quest X: Латексные красотки Эстроса и Space Quest I, где графика возвратится к стилю первой игры.

### Space Quest V: The Next Mutation
Роджер — курсант академии СтарКона (Звёздной конфедерации). Он оканчивает академию с отличием (в результате компьютерной ошибки) и становится капитаном корабля (мусорного). Сюжет игры заключается в попытках Роджера остановить мутагенную заразу, распространяющуюся в галактике. В конце заражёнными оказались члены экипажа «Голиафа», флагмана СтарКона, чей командир Раэмс Т. Квирк (явная пародия на капитана Кирка, как его сыграл Уильям Шетнер) атакует «Эврику» (корабль Роджера). Кроме того, именно в этой части Роджер впервые встречает свою будущую жену — посла Беатрис Ванкмейстер.

### Space Quest 6: The Spinal Frontier
Последняя выпущенная игра серии. После победы Роджера над мутантами предыдущей игры он триумфально возвращается в штаб СтарКона — только для того, чтобы его отдали под трибунал за нарушение устава по спасению галактики. Его понижают до уборщика второго класса и назначают на «Глубокий корабль 86», капитан которого является помесью Килрати из игр Wing Commander, льва Муфасы из мультфильма «Король Лев» и капитана Пикара из «Звёздного пути».

### Будущие «продолжения»
В Space Quest IV Роджер попадает в будущие и прошлые части игры. Интересно, что персонажи в них оперируют при определении времени не годами и днями, а номерами частей Space Quest.
- Space Quest X: Latex Babes of Estros
- Space Quest XII: Vohaul’s Revenge II.

Эти игры никогда не создавались и использовались только в сюжетной линии Space Quest IV.

## Запланированные игры

### Space Quest VII: Return to Roman Numerals
Sierra несколько раз пыталась вернуться к разработке нового эпизода под рабочим названием «the Return to Roman Numerals» (предыдущая часть называлась Space Quest 6, а не VI). Позднее даже был заключён договор с разработчиком Escape Factory на создание сюжетной линии и программного кода игры, но финансирование так же было прекращено.
Space Quest VII уже находился в разработке, когда в 1996 году Sierra выпустила сборник The Space Quest Collection, содержащий все игры серии и включающий в себя короткий трейлер из седьмой части (Роджер привязывает к своей спине ракету, чтобы покататься на роликах), немного информации о сюжетной линии, интерфейсе и т. д. Ранее высказывавшиеся предположения о наличии мультиплеерной составляющей не подтвердились. Скотт Мерфи так же сообщал во время разработки, что седьмой эпизод будет содержать элементы 3D, но не будет требовать карт 3D-ускорения. Из-за плохих продаж Grim Fandango (высокотехнологичной игры от LucasArts) в мире сложилось впечатление, что жанр квестов приходит в упадок, и, после покупки Sierra компанией Vivendi, выпуск Space Quest VII был отменён.
Другая попытка создать новый Space Quest VII была анонсирована 7 февраля 2002 года. Проект просуществовал в разработке немногим более полутора лет. Согласно словам Джоша Менделя, дизайнера Space Quest 6, создателям SQVII было запрещено использовать какие-либо элементы из оригинальной серии или из других игр. Сайт FYI.com утверждал, что SQVII вообще не будет квестом и выйдет только на консолях, таких как Xbox. Позднее менеджер по продуктам компании Vivendi Брюс Гудвилл подтвердил информацию, что игра выйдет только на консолях.
Разработка нового Space Quest велась под началом компании Escape Factory для приставок Microsoft Xbox. В игре планировалось дистанцироваться от основной серии и представить нового героя по имени Wilger. Хотя отказываться от космического юмора и не собирались, новая игра никак не соприкасалась с предыдущими частями. Производство было отменено в 2003 году.

## Коллекционные издания
- The Space Quest Saga (1993) — сборник содержит первые четыре части игры, где SQI представлен в виде VGA-ремейка, а четвёртая — в виде флоппи-версии.
- The Space Quest Collection (1994) — выпущен к пятнадцатилетию компании. Содержит игры с 1 по 5, видео с обращением «Двух парней с Андромеды» и полную историю самой серии.
- Roger Wilco Unclogged (1995) — всё перечисленное выше плюс несколько аркадных игр про Роджера и юмористический ролик «Inside Space Quest», но без обращения «двух парней».
- Space Quest Collection Series (1996) — все шесть игр плюс ролик про седьмую часть.
- Space Quest Collection (2006) — выпущен Vivendi Universal Games и содержит все шесть игр (но SQI — только в VGA).

### Выпуск 2006 года
15 сентября состоялся выход Space Quest Collection от Vivendi Universal, совместимый с Windows XP. Это было достигнуто использованием программы эмулятора DOSBox, интегрированного в оболочку для запуска игр.

## Комиксы
Компанией Adventure Comics в 1992 году было издано три выпуска комикса, основанного на Space Quest I, под названием Adventures of Roger Wilco («Приключения Роджера Вилко»). Первый номер был написан Джоном Шо и напечатан в цвете. Два других созданы Полом О’Коннором и напечатаны в чёрно-белом варианте. Комиксы были выпущены небольшим тиражом.

## Любительские разработки
Популярная серия породила множество фанатов по всему миру, которые занимаются разработкой игр по мотивам Space Quest.

### Законченные игры
- Space Quest 0: Replicated[1] — предыстория Space Quest I.
- Space Quest: The Lost Chapter — про события, происходившие между второй и третьей частями.
- Space Quest 2 Remake: Vohaul's Revenge[2] — VGA-ремейк оригинальной игры. Разработчик — Infamous Adventures. Выпущена 30 декабря 2011 года.
- Space Quest: Vohaul Strikes Back — о событиях, происходящих (по замыслу авторов) после так и не выпущенного Space Quest 7. Из «прежних» персонажей в игре (помимо Роджера Вилко) действуют Сладж Вохаул и Беатрис Ванкмейстер. Разработчик — VSB Team. Игра выпущена 23 декабря 2011 года.
- Space Quest: Incinerations — альтернативное (по замыслу авторов) продолжение событий, начавшихся в игре Space Quest: Vohaul Strikes Back. В отличие от «канонических» игр серии Space Quest, по стилю игра ближе к триллеру-боевику, чем к пародийно-юмористическому квесту; предполагаются также альтернативные концовки. Разработчик — Box Of Mystery. Игра выпущена 11 января 2012 года.

### В разработке
- Space Quest 12 (вышла демоверсия)[3]

#### Space Quest 7
Разработка Space Quest 7 производилась командой «добровольцев» во главе с Колином Дэвисом. Из-за проблем с авторскими правами, которые в настоящее время принадлежат подразделению Sierra, Vivendi Games, проект полностью остановлен, будучи, по заверению разработчиков, готовым на 85 %. Разработчики игры обещали реализовать её в лучших традициях Sierra на движке Slage (язык Java).
Дата релиза Space Quest 7 пока неизвестна. Отчёты по проекту обновляются на сайте проекта.

## Интересные факты
- Имя главного героя происходит от часто используемого в радиопереговорах сокращения. «Roger» означает «понял» на радиожаргоне; «Wilco» — сокращено от «will comply» — «подчинюсь» («будет сделано»).
- В первых двух играх игрок мог сам ввести имя персонажа. Если же поле ввода оставлялось пустым, то имя «Roger Wilco» персонажу присваивалось автоматически. Каноном оно стало только в третьей игре серии. В VGA-версии первой части ввести имя было уже нельзя, а название игры было изменено на «Roger Wilco in the Sarien Encounter».